# Jaroslav Vozka
Jaroslav Vozka (2. července 1904, Velké Chomutice u Nového Bydžova (u Hořic, Okres Jičín), Čechy - 8. května 1954 Západní Berlín - Německo) byl český novinář, spisovatel a vysokoškolský pedagog. Působil jako sociálně demokratický publicista (redaktor sociálně demokratického tisku). Jako popularizátor dějin socialismu a socialistických teorií se věnoval politickým a ideologickým (socialistickým) tématům.

## Životopis

### Studia
Jaroslav Vozka maturoval na gymnáziu v Jičíně. V letech 1923 až 1924 studoval Filozofickou fakultu Univerzity Karlovy v Praze. V rozmezí let 1924 až 1927 pak pokračoval ve studiu na Přírodovědecké fakultě Univerzity Karlovy v Praze na Albertově.

### Odborné působení před rokem 1939
- V letech 1925 až 1933 pracoval Jaroslav Vozka jako redaktor "Masarykova naučného slovníku".
- V letech 1924 až 1927 byl členem redakční rady "Studentské revue", pak "Přerodu" a "Kritiky".
- Od roku 1927 působil v tisku sociální demokracie.
- Od roku 1934 byl redaktorem "Práva lidu".
- Byl též členem Sociálního ústavu Československé republiky.[6]

### Za druhé světové války
- Během protektorátu pracoval Jaroslav Vozka jako redaktor "Národní práce".
- Od roku 1942 do roku 1945 pak zastával funkci šéfredaktora deníku "Nová doba" v Plzni.
- V revolučních květnových dnech roku 1945 byl pověřen vedením redakce "Národní práce".

Během nacistické okupace patřil Jaroslav Vozka k aktivním účastníkům domácího protiněmeckého odboje. Zde plnil úlohu spojky mezi různými ilegálními skupinami. Také přispíval do ilegálního tisku.

### Od roku 1945 do Února 1948
Po vzniku deníku "Práce" zastával pozici šéfredaktora. V letech 1945 až 1950 přednášel jako pedagog na Vysoké škole politické a sociální. Jaroslav Vozka byl jedním z prvních historiografů protinacistického odboje. Známá je jeho kniha "Hrdinové domácího odboje", která vyšla v roce 1946. V červnu roku 1945 byl zvolen předsedou přípravného výboru "Svazu českých novinářů", funkci vykonával až do ustavující valné hromady v březnu 1946.

### Po Únoru 1948
Po Únoru 1948 byl Jaroslav Vozka donucen odejít z veřejného života, ale dále působil jako pedagog. V roce 1954 se pokusil odejít do exilu přes Západní Berlín, ale východoněmecká policie jej zadržela a následně údajně spáchal sebevraždu.
Jaroslav Vozka byl členem sociální demokracie. Po sloučení ČSSD a KSČ v červnu roku 1948 se stal členem KSČ.

## Dílo (výběr)[3][5]
- Vozka, Jaroslav. Masaryk: dělnictvo a socialismus[8]. Praha: Ústřední dělnické knihkupectví a nakladatelství (Ant. Svěcený), 1930. 31 stran. Vzdělávací knihovna Svět a život.
- Vozka, Jaroslav. Pařížská komuna a její ohlas v Čechách[9]. Praha: Lidová knihtiskárna A. Němec, 1931. 30 s.
- Vozka, Jaroslav. Josef Steiner, typ dělnického vůdce[10]. Praha: Ú.D.K.N. Ant. Svěcený, 1932. 138 s.
- Vozka, Jaroslav. Polsko žalář národů, nebezpečí pro světový mír. V Praze: Volná myšlenka, 1932. 115 s.
- Vozka, Jaroslav. Litva: klíč k situaci ve východní Evropě. Praha: Otto Girgal, 1933. 204, [III] s.
- Jaroslav Vozka se podílel na sborníku: Čecháček, Jaroslav et al. Fašismus mezinárodní[11]. Praha: Pleskot, 1933. 70 s.
- Jaroslav Vozka redigoval také soubor vzpomínek Intimní Marx: Lafargue, Paul, Leßner, Friedrich a Liebknecht, Wilhelm. Intimní Marx: vzpomínky[12]. Praha: Knihy Pospolitosti, 1933. 71, [I] s. Knihy Pospolitosti.
- Vozka, Jaroslav. Karel Kautský: učitel československého proletariátu, 1854–1934. Praha: Ústřední dělnické knihkupectví a nakladatelství (Ant. Svěcený), 1934. 54 s.
- Vozka, Jaroslav. Noc nad Rakouskem: vraždění rakouských dělníků. V Praze: Nakladatelství Volné myšlenky, 1934. 73 s.
- Vozka, Jaroslav. Tragédie španělské demokracie. Praha: Volná myšlenka, 1936. 72 s.
- Vozka, Jaroslav. Úvod do socialismu: průvodce po socialistické literatuře. Praha: Ústřední dělnické knihkupectví a nakladatelství, 1937. 275 s.
- Vozka, Jaroslav. Bude Československo napadeno?: Naše perspektivy po zániku Rakouska. Praha: Volná myšlenka, 1938. 98 s.
- Vozka, Jaroslav. Vítězná cesta na Parnas: Jakub Arbes 1840–1914. Praha: Život a práce, 1940. 126, [II] s.
- Vozka, Jaroslav. Hrdinové domácího odboje[13]. Praha: Práce, 1946. 152 s., 16 s. fot. Tvář století; sv. 3.
- Vozka, Jaroslav. Úvod do ideologie moderního socialismu. V Praze: Práce, 1946. 155-[II] s. Knižnice Vysoké školy politické a sociální.
- Vozka, Jaroslav. Gracchus Babeuf, vůdce spiknutí rovných. V Praze: Práce, 1947. 72-[III] s.
- Vozka, Jaroslav. Michal Bakunin, věčný revolucionář. I. vydání. V Praze: Dělnické nakladatelství, 1947. 103-[II] s.
- Vozka, Jaroslav. Duchovní revoluce ve Francii 18. století. Praha: Práce, 1948. 167 s.

## Pamětní deska
Pískovcová pamětní deska je umístěna na domě v městě Železnice v Husově ulici č. 101. (Adresa: Husova 101, 507 13 Železnice, okres Jičín, Královéhradecký kraj; GPS souřadnice: 50°28′19″ s. š., 15°23′02″ v. d.) Její odhalení iniciovala sestra Jaroslava Vozky, paní Květa Jiránková, která působila jako původkyně v železnickém muzeu. Na desce je nápis:
V letech 1913 - 1920 zde žil 
     JAROSLAV     VOZKA     
   novinář a spisovatel 
* 2. 8. 1904     † 8. 5. 1954
pamětní deska